# معركة صنعاء (2014)
 معركة صنعاء 2014  هي اشتباكات مسلحة بين مقاتلي جماعة أنصار الله بقيادة عبد الملك الحوثي وقوات من الجيش اليمني، جائت بعد سلسلة احتجاجات منددة بقرار رفع الدعم عن المشتقات النفطية، وجاءت الاحتجاجات بعد معركة عمران التي سيطر الحوثيون فيها على محافظة عمران ومقر اللواء 310 مدرع الذي يتمركز في مدينة عمران.
في 21 سبتمبر، سيطر الحوثيين على صنعاء واقتحموا مقر الفرقة الأولى مدرع التي كان يقودها علي محسن الأحمر ومقر جامعة الإيمان المجاور لها، وسيطروا على مؤسسات أمنية ومعسكرات ووزارات حكومية ومنشآت هامة في وسط العاصمة دون مقاومة من الأمن والجيش، وجرى بعدها التوقيع على اتفاق السلم والشراكة الوطنية بين الحوثيين والمكونات السياسية الأخرى. أعقب السيطرة على صنعاء معارك في إب والحديدة والبيضاء مع التجمع اليمني للإصلاح وأُتهمت جماعة أنصار الله (الحوثيين) بخرق وعرقلة اتفاق السلم والشراكة ومخرجات مؤتمر الحوار الوطني.

## خلفيه
بعد سلسلة من الاعتصامات والتصعيدات الميدانية التي دعا إليها عبد الملك الحوثي زعيم حركة أنصار الله اليمنية منددة بقرار رفع الدعم عن المشتقات النفطية، واحتجاجاً على ما يرونه فساداً وانعداما للفعالية في حكومة باسندوة وتباطؤًا في تطبيق مخرجات مؤتمر الحوار الوطني، أقام الحوثيين عدة مخيمات للاعتصام في جميع مداخل صنعاء في حِزيَّز جنوباً، وشملان وحي الجراف وهمدان شمالاً.
وأقاموا عدة مظاهرات في صنعاء في 18 أغسطس وعلى مداخلها في 5 سبتمبر 2014، وأرسلت الرئاسة وفداً للتفاوض مع عبد الملك الحوثي. وقامت الحكومة اليمنية وحزب التجمع اليمني للإصلاح بتسيير تظاهرات مضادة في 24 أغسطس 2014. وصفت الرئاسة المظاهرات المضادة بالـ«اصطفاف الشعبي» للدفاع عن «المكتسبات الوطنية» ورفضاً للمشاريع الطائفية و«السلالية»،

## الأحداث
في 7 سبتمبر قُتل متظاهران وجرح العشرات عند اقتحام قوات مكافحة الشغب لمخيمات المتظاهرين بشارع المطار، اتهمت وزارة الداخلية المتظاهرين أو من سمتهم «عناصر خارجة عن القانون» بإغلاق الطريق المؤدي إلى المطار وإخراج موظفي وزارتي الكهرباء والاتصالات وأنكرت إستخدامها للرصاص للحي.، في 9 سبتمبر 2014 وبعد يوم من تعيين قائد جديد لقوات الأمن الخاصة، أطلقت القوات الأمنية النار على المتظاهرين أمام مجلس الوزراء مما أدى لمقتل سبعة منهم على الأقل وإصابة خمسين.، ودارت اشتباكات قصيرة في منطقة حِزيَّز جنوبي صنعاء بين مسلحين حوثيين وقوات أمنية مساء ذلك اليوم. وكالة سبأ للأنباء قالت أن الحوثيين اعتدوا على محطة كهرباء حزيز وتمركزوا في عدد من المنشآت الحكومية وأستخدموا أسلحة خفيفة ومتوسطة. مراسل بي بي سي عربي في اليمن عبد الله غراب، قال إن الحوثيين اشتبكوا مع وحدات عسكرية من قوات احتياط وزارة الدفاع بعد أن سيطر الحوثيون على مدرستين حكوميتين وأطلقوا النار منهما على معسكر الاحتياط.
في 13 سبتمبر، اندلعت اشتباكات بين نقطة أمنية ومسلحين حوثيين «حاولوا إدخال أسلحة» وفقا لغراب مراسل بي بي سي، وقال مصدر أمني لغراب أن مسلحين حوثيين أطلقوا النار على نقطة أمنية بشارع التلفزيون. نفى الحوثيون هذه الرواية وقالوا أنهم تعرضوا لهجوم استهدف أعضائاً منهم كانوا من ضمن قافلة غذائية متجهة للمعتصمين.

### 17-18 سبتمبر
في 17 سبتمبر، إندلعت مواجهات مسلحة في قرية القابل بمديرية همدان شمال صنعاء بين الحوثيين ومسلحين يقودهم «صالح عامر» مدير مكتب علي محسن الأحمر مما أسفرت المواجهات عن مقتل 32 شخصاً، قالت بأن الحوثيين أرادوا الاستيلاء على منازل مواطنين بحجة أنها من أملاك آل حميد الدين، ملوك المملكة المتوكلية اليمنية. الحوثيون يقولون أن مسلحين يتبعون حزب التجمع اليمني للإصلاح بقيادة «صالح عامر» قاموا بإطلاق النار على أعضاء في جماعة أنصار الله ومحاولة اقتحام منازلهم، فرد هولاء عليهم بمحاصرتهم داخل مقر حزب التجمع اليمني للإصلاح ومنعوا الإمدادات من الوصول لفك الحصار. وتمكن الحوثيون من تفجير مقر حزب التجمع اليمني للإصلاح في تلك المنطقة. وأحرقوا منزل «صالح عامر» وقُتل نجله بالإضافة لعدد غير مؤكد من القتلى والجرحى ونصب الحوثيون كميناً لقوات من الفرقة الأولى مدرع (حُلت رسميا عام 2012) كانت في طريقها لتعزيز مسلحي حزب التجمع اليمني للإصلاح في مديرية همدان.
امتدت الاشتباكات إلى منطقة شملان في المدخل الشمالي الغربي للعاصمة صنعاء واستمرت حتى فجر 18 سبتمبر وقتل في الاشتباكات العقيد الركن صادق مكرم قائد لواء الدفاع الجوي في المنطقة العسكرية السادسة. كما شهد المدخل الجنوبي لصنعاء اشتباكات خفيفة بين قوات الأمن ومسلحين قرب مخيم اعتصام للحوثيين في حزيز بسبب دخول سيارات قادمة من منطقة سنحان يشتبه بأنها - بحسب مصادر أمنية لبي بي سي- تنقل أسلحة للمعتصمين. توجه مبعوث الأمم المتحدة إلى اليمن جمال بن عمر، صباح 17 سبتمبر إلى محافظة صعدة للقاء عبد الملك الحوثي والتفاوض معه، وقدم له عرض بصيغة جديدة من الرئاسة اليمنية لإنهاء الأزمة، وضم الوفد الذي توجه إلى صعدة، رئيس جهاز الأمن السياسي جلال الرويشان، ومدير مكتب الرئاسة أحمد عوض بن مبارك، والقيادي الحوثي حسين العزي.
في 18 سبتمبر اشتبك المسلحين الحوثيين مع قوات أمنية في حي شملان شمال صنعاء وشارع الثلاثين، كما حاصروا جامعة الإيمان التي يديرها عبد المجيد الزنداني، ونقلت أسوشييتد برس للأنباء عن سكان إفادتهم بمقتل نحو 60 شخصا في القتال.

### 21 سبتمبر
في 21 سبتمبر 2014، سيطر أنصار الله الحوثيين على جامعة الإيمان ومقر الفرقة الأولى مدرع والقيادة العامة للقوات العسكرية ومنازل علي محسن الأحمر وحميد الأحمر، نشر موقع صحيفة 26 سبتمبر التابعة لوزارة الدفاع بيانا مقتضبا نسب لمنتسبي دائرة التوجيه المعنوي تأييدهم لـ«ثورة الشعب». أعلنت وسائل الإعلام الحكومية استقالة محمد باسندوة من رئاسة الوزراء والتوقيع على إتفاق مع الحوثيين سمي بـ«إتفاق السلم والشراكة والوطنية 2014» في ذات الليلة. تواردت أنباء عن هروب علي محسن الأحمر لجهة غير معلومة وهو من أعلنه الحوثيون مطلوباً للعدالة.
بالإضافة لقصور علي محسن الأحمر وحميد الأحمر، قالت الناشطة في حزب حزب الإصلاح توكل كرمان أن مسلحين حوثيين اقتحموا منزلها وقاموا بتفتيشه وأقتحم الحوثيون عدة مقار لحزب التجمع اليمني للإصلاح ومؤسسات مرتبطة بدعوى تأمينها من مسلحين قد يقتحموها باسمهم.، وتواردت أنباء عن اقتحام مسلحين لمنزل القيادي في حزب حزب الإصلاح محمد قحطان وقيادات وشخصيات أخرى محسوبة على حزب التجمع اليمني للإصلاح كوزير العدل مرشد علي العرشاني ووزير الإعلام السابق علي أحمد العمراني، وصحفيين يعملون في صحف تابعة لحزب التجمع اليمني للإصلاح وعلي محسن الأحمر واقتحموا قناة سهيل التي يملكها حزب الإصلاح وقطعوا بثها، ونقل الحوثيون ترسانة عسكرية من مقر الفرقة الأولى مدرع إلى مكان مجهول. في نفس الوقت، قال حسين العزي وهو قيادي في الجماعة، أنهم سيأدبون كل معتدٍ باسم أنصار الله واقترح وجود «مستغلين لاسمهم».

## مابعد معركة صنعاء 2014
دعى الرئيس عبد ربه منصور هادي في 25 سبتمبر الحوثيين إلى الانسحاب من صنعاء، متهما إياهم ضمنا بعدم احترام اتفاق السلام.، وفي 24 سبتمبر، أعلن الرئيس عبد ربه منصور هادي عن تعيين مستشارين رئاسيين هم صالح الصماد عن أنصار الله وياسين مكاوي عن الحراك الجنوبي.، في 27 سبتمبر، دارت اشتباكات لمدة ساعتين أمام منزل آخر لرئيس الأمن القومي وقُتل ثلاثة من الحوثيين وجنديان حراسة وأصيب ستة جنود وتسعة حوثيين.،
في 7 أكتوبر تم تعيين أحمد عوض بن مبارك رئيسا للوزراء. وهو مارفضه الحوثيون وحزب المؤتمر الشعبي العام برئاسة علي عبد الله صالح وفي 8 أكتوبر أعتذر أحمد عوض بن مبارك عن تشكيل الحكومة، وفي 13 أكتوبر، تم تعيين خالد بحاح، وزير النفط السابق وسفير اليمن إلى الأمم المتحدة رئيسا للوزراء وهو ماتوافقت عليه كافة القوى السياسية. الرئيس عبد ربه منصور هادي قال في 26 أكتوبر أن الدولة أخذت على عاتقها مهمة حرب تنظيم القاعدة ولا ينبغي لأنصار الله استخدام محاربة القاعدة كذريعة لـ«احتلال محافظات أخرى»، ودعاهم للانسحاب من صنعاء وكافة المحافظات 
أُعلن عن تشكيل الحكومة الجديدة بقيادة خالد بحاح في 7 نوفمبر 2014، والتي ضمت 36 حقيبة.، وفي 18 ديسمبر 2014 وافق مجلس النواب اليمني على برنامج حكومة خالد بحاح ومنحها الثقة بعد يومين من رفض حزب المؤتمر الشعبي العام.
- لمتابعة الأحداث من بعد أحداث أواخر سبتمبر 2014 طالع مقالة معركة رداع (2014) الحرب الأهلية اليمنية (2015).